# ゼノン (ストア派)

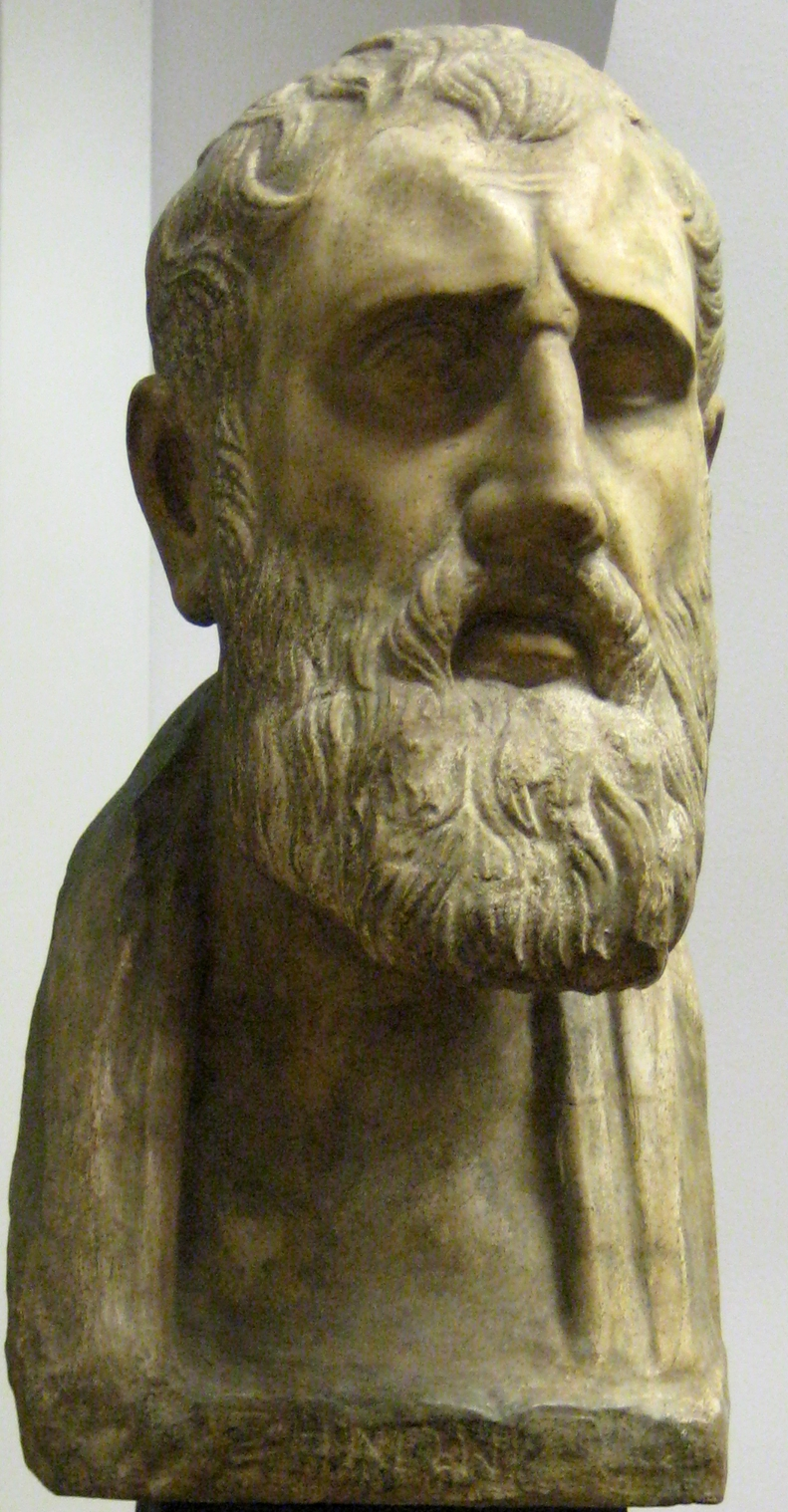
ゼノン胸像（プーシキン美術館）

ゼノン（ギリシャ語: Ζήνων, ラテン文字転写: Zēnōn, 紀元前335年 - 紀元前263年）は、古代ギリシャの哲学者でストア派の創始者である。キプロス島キティオン出身のフェニキア人で、エレアのゼノン等と区別するためにキティオンのゼノンとも言う。

## 生涯
商人の息子に生まれ、成人して自らも商人となり中年期に至るまで商業に携わっていたという。
彼が22歳の時に乗っていた船が難破してアテナイにたどり着き、偶然立ち寄った本屋でクセノフォンの『ソクラテスの思い出』に感銘を受けた。本屋の主人に教えられるまま、キュニコス派のクラテスについて同地で哲学を学んだ。キュニコス派やアカデメイア派、メガラ派の影響を受ける中で、彼自身の思想を確立するようになる。最終的に彼はアテナイの彩色柱廊（ストア・ポイキレ）で彼の思想の講義を始めることになるが、この場所の名前から彼に始まる学派をストア派と呼ぶことになった。
伝えられる彼の最期は次のようなものである。彼はある日、学園から帰途につく際に転倒しつま先の骨を折ってしまったが、ストア派の思想に従い、高齢である自分にとってはもう死ぬことが適当だろうと考え、「いま行くところだ! どうして私を呼びたてるのか!」と言って、自ら息を止めて死んでいったという。

## 思想
彼が展開した思想は、資料が断片的にしか残存していないために、総合的な理解は困難となっている。しかし、自然学、論理学、倫理学という哲学の三分法を設定したこと、快や不快に対して心を奪われないことによって心の平穏が獲得できるという、ストア派倫理学の基本軸を設定したことは、彼に起源を見ることが妥当だと考えられている。

## 著作
- 初期ストア派断片集一巻、京都大学学術出版会